# Chiesa di San Nicola (Kiev)
La chiesa di San Nicola (in ucraino: Костел Св. Миколая, traslit.: Kostel Svjatoho Mykolaja) è un edificio di culto situato a Kiev, capitale dell'Ucraina. Storicamente appartenente alla comunità cattolica locale, si tratta della seconda chiesa di rito latino eretta in città, dopo la chiesa di Sant'Alessandro.
Fu costruita tra il 1899 e il 1909 in stile neogotico, dall'architetto ucraino Vladislav Gorodec'kyj e da Emilio Sala. Si trova sulla strada Velyka Vasyl'kivs'ka a Pečers'k Rajon, accanto all'Università linguistica nazionale di Kiev tra il Complesso Nazionale Sportivo Olimpico di Kiev e la stazione ferroviaria Kyiv-Tovarny.
Al suo interno si trova l'Organo e sala della musica da camera nazionale dell'Ucraina.

## Storia
Nel 1898 si tenne un concorso per i progetti di una chiesa cattolica a Kiev, che fu vinta dall'architetto S. Volovs'kyj. Il suo ingresso nella competizione comprendeva una costruzione di tipo gotico con due torri da 60 m. La revisione finale e la gestione del progetto furono assegnate all'architetto Vladislav Gorodec'kyj di Kiev. Emilio Sala ha aggiunto alla costruzione la decorazione scultorea in pietra artificiale. I lavori di costruzione sono stati effettuati esclusivamente da donazioni volontarie e sono durati dieci anni (1899-1909).

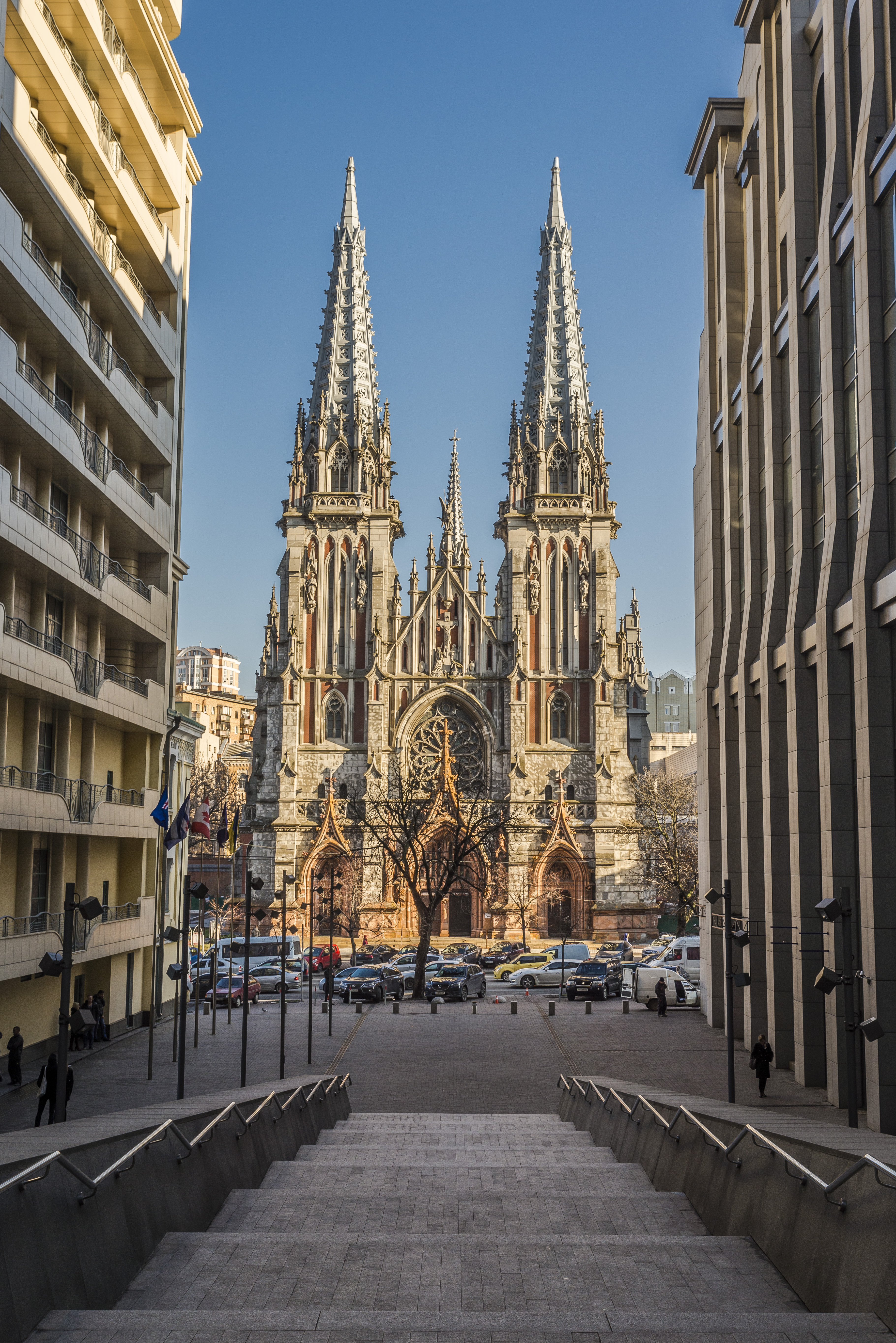
Chiesa di San Nicola

Nel 1909 la chiesa fu consacrata nel nome di San Nicola, tuttavia la costruzione non era stata ancora del tutto ultimata. Una casa a tre piani in stile gotico fu costruita per il clero della parrocchia presso la chiesa. Nel 1938, le autorità sovietiche chiusero la chiesa dopo che il suo prete cattolico era stato  "assente" per due anni a causa della persecuzione dei cristiani da parte dei sovietici. Per qualche tempo dopo la sua chiusura, l'edificio fu usato dagli organi punitivi per scopi tecnici e, ad un certo punto, servì come edificio logistico del KGB.
Dopo il suo restauro nel 1979-1980, commissionato dal Consiglio dei ministri della Repubblica Socialista Sovietica Ucraina, dagli architetti O. Graužis e I. Tukalevs'kyj, la chiesa divenne sede dell'Istituto nazionale di musica per organo e da camera dell'Ucraina (ucraino: Національний будинок органної та камерної музики України; translit .: Nacional'nyj budynok orhannoï ta kamernoï muzyky Ukraïny). Per la ricostruzione e il restauro della chiesa gravemente danneggiata, le vetrate colorate dell'edificio sono state prodotte nei Paesi baltici, i suoi mobili sono stati creati a Leopoli e i pavimenti in legno di alta qualità sono stati prodotti nell'oblast' di Ivano-Frankivs'k. L'azienda Rieger-Kloss, situata in Repubblica Ceca, fabbricò un organo per la chiesa. Il suo produttore ha cercato di legare architettonicamente l'organo all'edificio stesso.

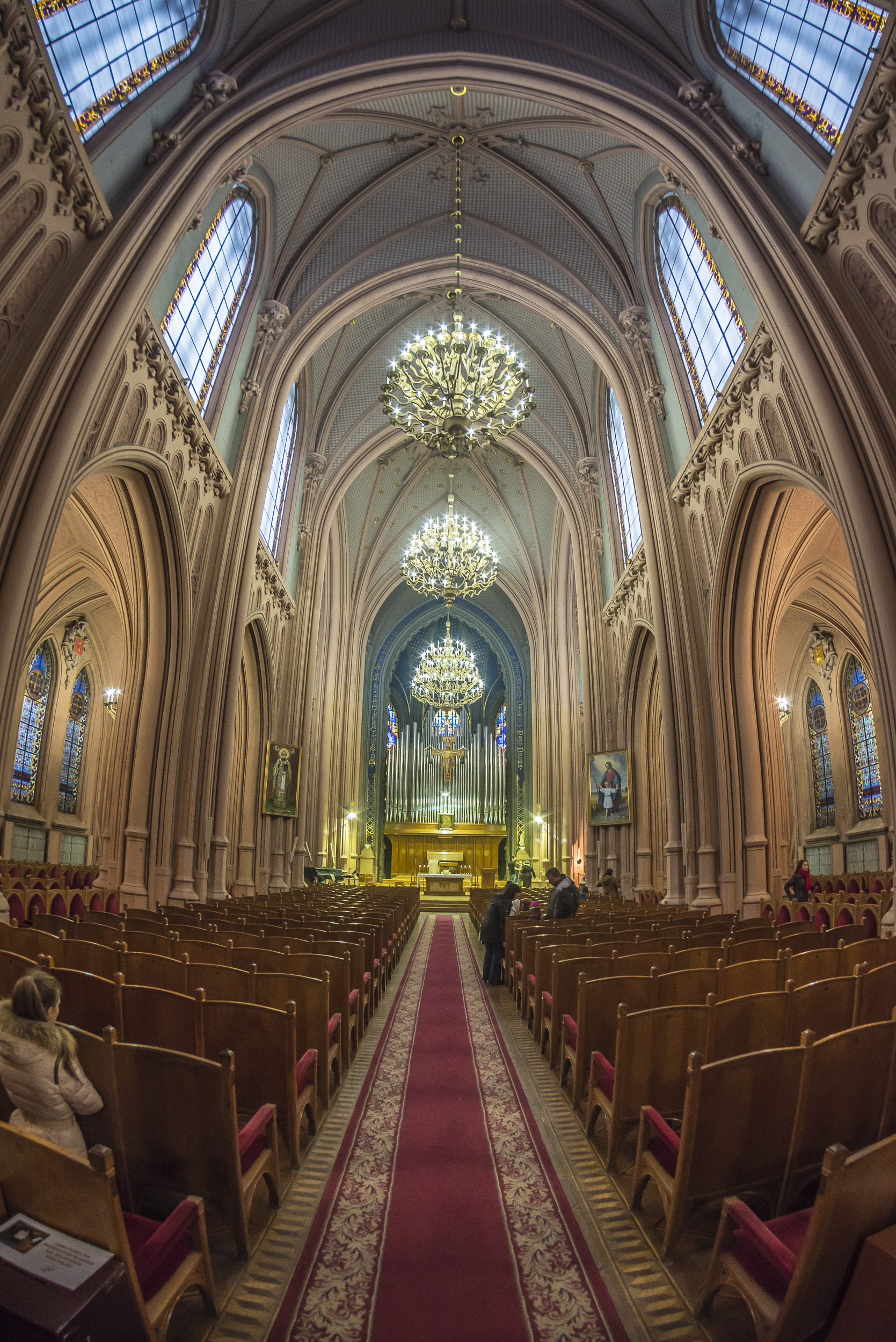
Vista interna

Dal 1992 vi si tengono messe e altre celebrazioni liturgiche. Attualmente l'edificio appartiene al Dipartimento comunale di cultura di Kiev. Il comune della città di Kiev si rifiuta di concedere l'edificio alla sola Chiesa cattolica fino a quando non sarà risolto il problema del trasferimento dell'Istituto di musica per organo.
I servizi religiosi sono eseguiti dai sacerdoti dei Missionari oblati di Maria Immacolata. La maggior parte dei riti sono celebrati in lingua ucraina, ma in alcuni giorni vengono celebrati in polacco, latino e spagnolo.